# Václav Bubník
Václav Bubník (1. ledna 1926, Praha – 27. března 1990) byl československý hokejový obránce a trenér. Jeho bratrem je krasobruslař a právník Gerhardt Bubník.

## Hráčská kariéra
V roce 1949 přestoupil společně s dalšími hráči, Vladimírem Bouzkem a Miloslavem Blažkem do vítkovického týmu, nováčka nejvyšší hokejové soutěže a hned v první odehrané sezóně se tým umístil na druhém místě. Týmu se dařilo i v následujících sezónách, po obhajobě stříbrných medailí tým získal v sezóně 1951/1952 historicky první titul pro klub. O sezónu později titul tým sice neobhájil, ale v konečném pořadí se jednalo o třetí stříbrnou medaili během čtyř let. Následovalo slabší období i vlivem stárnutí hráčského kádru, poslední úspěch zaznamenal v sezóně 1957/1958, kdy tým jen díky lepšímu skóre obsadil třetí příčku. V některých sezónách je uváděn jako hrající trenér.
Jako reprezentant se zúčastnil dvou olympiád v letech 1952 a 1956, bez dosažení medailového úspěchu. Na mistrovských šampionátech hrál také dvakrát, a to na MS 1954 ve švédském Stockholmu a na MS 1955 v Německu, kde získal svoji jedinou medaili, bronzovou.
V reprezentačním dresu odehrál celkem 64 zápasů a vstřelil 14 gólů.